# نروا
مارکوس کوکیئوس نروا (به لاتین: Marcus Cocceius Nerva) (تلفظ: /ˈmɑːrkəs ˈkɒksɪəs ˈnɜːrvə/) ‏ (۸ نوامبر ۳۰ - ۲۷ ژانویه ۹۸) امپراتور روم بین سال‌های ۹۶ تا ۹۸ میلادی بود. امپراتور روم در دوره پادشاهی خانواده فلاتی بود. نروا پس از مرگ امپراتور دومیتیان به سلطنت رسید و دوره‌ای کوتاه اما مهم را در تاریخ روم به یادگار گذاشت. او به عنوان یکی از پنج امپراتور خوب روم شناخته می‌شود و اقدامات اصلاحی و اداری مهمی را انجام داد.

## زندگی
نروا در ۸ نوامبر سال ۳۰ میلادی در دهکدهٔ نارنی واقع در ۵۰ کیلومتری شمال رم زاده شد. او سال‌ها درخدمت خاندان سلطنتی روم و وفادار به آنها بود. پس از قتل دومیتیان در ۱۸ سپتامبر ۹۶، سنای روم نروا را که در آن زمان ۶۵ سال داشت به عنوان امپراتور جدید برگزید. نروا را یکی از «پنج امپراتور خوب» می‌شناسند زیرا پس از رسیدن به قدرت به عمر حکومت وحشتی که توسط دولت استبدادی دومیتیان ایجاد شده بود پایان داد و دست به اصلاحات آزادی‌خواهانه زد. با این وجود بروز مشکلات مالی و عدم حمایت ارتش روم از امپراتور جدید سبب شد تا نروا از سوی پرتورینها برای انتخاب جانشینی برای خود مورد فشار قرار گیرد و او تراژان را که فرمانده‌ای جوان و محبوب بود به جانشینی خود برگزید.
نروا در ۲۷ ژانویه ۹۸ و در سن ۶۷ سالگی به مرگ طبیعی درگذشت.